# گمینا یاووژنا شلانسکا
گمینا یاووژنا شلانسکا (به لهستانی:  Gmina Jaworzyna Śląska) یک گمینا در لهستان است که در شهرستان شویدنگتسا واقع شده‌است. گمینا یاووژنا شلانسکا ۶۷٫۳۴ کیلومتر مربع مساحت و ۱۰٬۴۰۷ نفر جمعیت دارد.